# Hipólito Fernández Serrano
Hipólito Fernández Serrano, genannt Poli, (* 20. März 1977 in Sevilla) ist ein spanischer Fußballspieler, der zuletzt bei Recreativo Huelva in der spanischen Segunda División spielte.

## Spielerkarriere

### Betis / Extremadura
Poli stammt aus der Jugend von Real Betis aus seiner Heimatstadt Sevilla. Nach einem Jahr im B-Team wechselte er 1997 zum FC Extremadura. Schon in der ersten Saison stieg er mit seiner Mannschaft in Spaniens Elite-Liga auf, nach nur einem Jahr, das insgesamt sehr enttäuschend verlief auch schon wieder ab. Poli verbrachte noch drei weitere Jahre in der Segunda División, ehe Extremadura in die Segunda División B abstieg.

### Primera División
Poli hingegen zog es in die andere Richtung. Im Sommer 2002 unterschrieb er einen Vertrag beim Erstligisten RCD Mallorca, mit dem er in seiner Premieren-Saison die Copa del Rey gewann und in der Champions League spielte. Durch den Pokalsieg war Poli mit seiner Mannschaft in der folgenden Saison erneut international vertreten – dieses Mal im UEFA-Pokal. Trotz seines Stammplatzes bei den Mallorquinern verließ er diese 2005, um beim Aufsteiger Deportivo Alavés anzuheuern. Die Saison 2005/2006 verlief jedoch sehr enttäuschend für Poli und so kam er nur in neun Liga-Spielen zum Einsatz. Zu allem Überfluss stieg Alavés am Saisonende unglücklich am letzten Spieltag ab, da Espanyol Barcelona im Fernduell das entscheidende Tor gegen Real Sociedad in der 92. Minute erzielte. Anschließend wechselte Poli zum Erstliga-Aufsteiger Recreativo Huelva. Dem Verein blieb er auch nach dem Abstieg 2009 treu.

## Erfolge
- Aufstieg in die Primera División mit FC Extremadura 1997/1998